# 笑う洋楽展
『笑う洋楽展』（わらうようがくてん）は、NHK BSプレミアムが2014年4月に放送を開始した音楽バラエティ番組である。『洋楽倶楽部』の企画の一環として、2013年1月から7月にかけて単発の60分番組が計5回放送され、2014年4月から2022年12月までレギュラー化された。レギュラー放送の放送時間は30分。

## 概要
当番組のプロデューサーを務める藤﨑謙によると、2012年に洋楽担当となった際、NHK局内にある1950年代～1990年代に撮影された約600曲の洋楽映像をチェックしたところ、思わず笑ってしまう様なツッコミどころ満載の面白い映像がたくさんあることを発見、「この映像を生かして、どの局もやっていない斬新な番組を作りたい」と企画したのが当番組誕生のきっかけだという。ちなみに毎回テーマとアーティストを選ぶ作業は藤﨑が一人で行っているという。
イラストレーターで洋楽にも造詣の深いみうらじゅんと安齋肇が、外国の歌手のミュージック・ビデオやコンサート映像、音楽番組でのスタジオライヴ映像等を鑑賞し、時にツッコミを入れながら自由にトークを繰り広げる番組である。また、紹介された歌手に関する情報や、「最新写真」と称して歌手の近影（公式のものばかりでなく、パパラッチらにより隠し撮りされたと思われるものも少なくない）が紹介されることも多い。最後にその日に紹介された映像の中から安齋の独断で「最優秀作品」を1作品選出し、その一部をもう一度流して番組を終える。オープニングテーマにはラトルズの『ラヴ・ライフ』が使用される。
番組では毎回テーマが決められており、単発放送時代には音楽ジャンルや年代といった幅広いテーマを採り上げたが、レギュラー化後は「胸毛男」等の様にテーマがピンポイントに絞り込まれる様になった。紹介される作品については、単発放送時代は1950年代～1970年代の古い楽曲であったが、レギュラー化後は2000年代以降の比較的新しい楽曲が採り上げられることもある。
単発放送時代には、安齋がレギュラー出演するテレビ朝日系『タモリ倶楽部』内『空耳アワー』に類似した演出が見られた。単発放送時代のスタジオのセットはジュークボックス等が置かれたアメリカのダイナー風のものであったが、レギュラー化後は名画をパロディ化した絵画を配した美術館風のセットに変わり、みうらと安齋の顔を模したスフィンクスの像が置かれている。

## 出演者

### レギュラー
- みうらじゅん
- 安齋肇

### アシスタント
レギュラー放送では原則として毎回1人ずつ、年末スペシャル等では2人登場する。「紹介される歌手の大ファン」や、「歌手自身」「歌手の娘・息子」といった設定で、その歌手にちなんだ衣装や歌手の写真がプリントされたTシャツ等を着用し、時には歌手そっくりのカツラや付け鼻などを付けてその歌手にまつわるグッズを紹介する。アシスタントは主に女性だが、ごく稀にIngoのような男性アシスタントが登場することもある。
- Yana G - ロシア・ハバロフスク出身。単発放送時代から出演。
- Suzanna - ロシア・チェリャビンスク出身。『じゅんかいはじめました』編に出演。
- Janis - ブラジル・ソブラル出身。レギュラー放送時代に出演。
- Kira P - ロシア・オムスク出身。
- Vika D - ロシア・サンクトペテルブルク出身。
- Diane - フランス・リヨン出身。
- Ingo - イラン・テヘラン出身。（男性）
- Sabrina - トルコ・アンタルヤ出身。
- Silvia - イタリア・ローマ出身。
- Marieme - 東京出身。
- Nami - ケニア・ナイロビ出身。
- Alisa - ロシア・ハバロフスク出身。
- Katyusha - ロシア・ニジニ・ノヴゴロド出身。
- Nikolas - カナダ・ネルソン出身。（男性）
- Fanny - フランス・アルザス出身。
- Eva S - フランス・カンヌ出身。

### ナレーター
- 横尾まり

## 放送時間
- 2014年4月6日 - 2015年3月15日：毎週土曜日 24:00 - 24:30（日曜日 0:00 - 0:30）
- 2015年4月12日 - 2017年3月12日：毎週土曜日 24:45 - 25:15（日曜日 0:45 - 1:15）[4]
- 2017年4月2日 - 2018年3月25日：毎週土曜日 24:15 - 24:45（日曜日 0:15 - 0:45）
- 2019年9月23日：土曜日 23:00 - 23:30
- 2019年9月30日：土曜日 22:50 - 23:20
- 2020年9月6日 - ：毎週日曜日22:50 - 23:20

この他、単発版・レギュラー版とも、不定期に再放送が行われることがある。

## 放送リスト
太字の曲名とアーティスト名は最優秀作品である。

## 関連番組
『NHK MUSIC SPECIAL「東京事変～人類と快楽～」』（2021年）
2021年6月10日の夜（22:30 - 23:15）にNHK総合テレビで放送された。番組内のコーナーとして1作品が取り上げられた。
| 回 | 放送日        | テーマ                  | 作品（歌手）                 |
| -- | ------------- | ----------------------- | ---------------------------- |
| #  | 2021年6月10日 | 気分の高揚は音楽の効用? | ババ・オライリィ（ザ・フー） |

## スピンオフ『昭和コネタ展』
2014年6月29日・7月6日は当番組のスピンオフ企画として、当番組同様みうら・安齋の出演、横尾のナレーションによる『昭和コネタ展』が放送された。昭和の古いニュース映画等のトピック映像を鑑賞しながら自由にトークを繰り広げ、最後に当番組同様安齋の独断で最優秀作品を1本選ぶというもので、6月29日放送分では昭和24年6月、7月6日放送分では昭和28年7月のトピックを取り上げた。

## スタッフ
- 映像提供 - リールイン・イン・ザ・イヤーズ
- 制作 - NHKエンタープライズ
- 制作・著作 - NHK

## 書籍
- 笑う洋楽展（2016年10月20日発売、マイクロマガジン社 ISBN 978-4896375961）
  - 未放送部分を含む20回分のトーク書き起こし、洋楽歌手パロディ絵画カラーページ、ディレクター座談会を収録。